# Jenkins (cratère)
Pour les articles homonymes, voir Jenkins.
Jenkins est un cratère d'impact sur la face visible de la Lune situé quasiment sur l'équateur lunaire à proximité du limbe oriental.
Ce cratère se superpose à la berge orientale du cratère Schubert X (ainsi nommé car il s'agit d'un cratère satellite de Schubert (en)), qui est légèrement plus large. Sur la berge occidentale de Schubert X, se superpose à son tour un autre cratère, Nobili. L'ensemble constitue donc un système triple. 
Jenkins est un cratère circulaire à la berge légèrement déchiquetée. La berge ouest est marquée par plusieurs petits cratères. Au sud-est est attaché le cratère Schubert J, d'un diamètre modeste. La surface intérieure est d'aspect uniforme, à l'exception de minuscules cratères d'impacts. Il n'y a pas de pic central.
Jenkins était anciennement dénommé Schubert Z, avant d'être renommé en 1982 par l'Union astronomique internationale en l'honneur de l'astronome américaine Louise Freeland Jenkins.

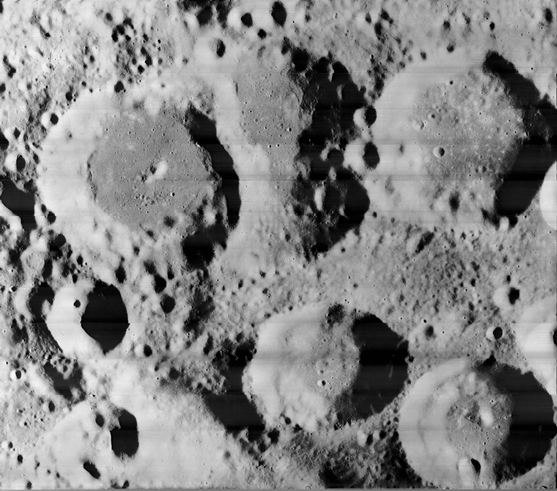
Le cratère Jenkins (en haut à droite) et les cratères environnants, Schubert X (en haut, au centre), Nobili (en haut à gauche), Weierstrass (en bas au centre) et Van Vleck (en bas à droite). Cliché pris par la sonde Lunar Reconnaissance Orbiter